# ENSEEIHT
La École Nationale Supérieure d'Électronique, d'Électrotechnique, d'Informatique, d'Hydraulique, et des Télécommunications (del francés: Escuela Nacional Superior de Electrónica,  Electrotécnica, Informática, Hidráulica y Telecomunicaciones), más conocida por las siglas ENSEEIHT, (pronunciado N7 en francés) es una de las mejores escuelas de ingeniería de Francia. La escuela está emplazada en la ciudad de Toulouse.

## Historia
La fundación de la escuela data del año 1907 cuando el Consejo Municipal de Toulouse creó el "Curso municipal de electrónica industrial", un año después cambió de nombre al Instituto de electrotécnica y mecánica aplicada de la Universidad de Toulouse, cuyo objetivo era formar ingenieros que contribuyesen al desarrollo eléctrico e hidráulico del sudoeste de Francia.
En julio de 1940, el diploma de Ingeniero electricista a 41 alumnos de la primera promoción que inicialmente eran 44. 
El primer rector Charles Camichel, orientó las investigaciones del instituto hacia la hidráulica ( lugar dónde se harán las primeras investigaciones en el tema). Estas investigaciones harán famosa la escuela. 
A partir de 1955, el aumento de alumnos incitó a la creación de dos especialidades : Electrotécnica y Hidráulica. En 1956 se añadió la especialidad en electrónica, y luego en 1959 la opción de Matemáticas aplicadas. Esta última opción cambío de nombre a informática en 1967.En 1998 una nueva especialidad se creó Telecomunicaciones y Redes.
Actualmente, el ENSEEIHT es considerada como una de las más grandes escuelas de ingenierías francesas y es una de las más difíciles para lograr el ingreso como estudiante.

## Formación

### Ingeniería
La escuela está compuesta de cinco especialidades, cada una con un departamento y un laboratorio:
- Electrotécnica y Automática
- Electrónica y Procesamiento de señales
- Informática y Matemáticas aplicadas
- Hidráulica y Mecánica de fluidos
- Telecomunicaciones y Redes

En tres años de estudios, la escuela forma ingenieros aptos para realizar un amplio espectro de actividades. Los dos primeros años consisten en áreas comunes de cada especialidad. En el tercer año los alumnos pueden optar por una especialidad en el departamento, una especialidad en otro departamento, ir a una escuela de comercio o ir al extranjero.

### Máster especializados
El ENSEEIHT también propone 7 másteres especializados en :
- Sistemas embebidos (en cooperación con SUPAERO)
- Sistemas de comunicación espacial ( en cooperación con SUPAERO, ENST-Bretagne y  el INT)
- Nuevas tecnologías para la energía
- Informática
- Mecánica de fluidos industrial
- Hidráulica
- Sistemas de comunicación y redes

## Relaciones internationales
El ENSEEIHT siempre ha querido tener una amplia proyección internacional y para ello ha tejido una red de relaciones internacionales que se resume en:

### Doble titulación
- Georgia Institute of Technology, Atlanta
- Universidad de Clemson
- Universidad de California en Davis, Davis
- Universidad de Illinois, Urbana (Illinois)
- Universidad de Zaragoza, Zaragoza
- Universidad de Mondragón, Mondragón
- Pontificia Universidad Javeriana, Bogotá
- Universidad San Francisco de Quito, Quito

### Intercambios
La escuela tiene varios programas de intercambio con múltiples universidades, en todos los continentes y en más de 25 países.
En Europa (programa Erasmus y Leonardo);
- Imperial College
- École polytechnique fédérale de Lausanne
- RWTH Aachen
- Universidad Técnica de Berlín
- Universidad Técnica de Darmstadt
- Universidad de Hamburgo
- Universidad de Hanóver
- Universidad de Stuttgart
- Universidad de Tecnología de Múnich
- Universidad de Nápoles
- Politécnico de Turín
- Universidad Politécnica de Madrid
- Universidad de Salamanca
- Universidad de Valladolid
- Universidad de Upsala
- Universidad Tecnológica de Chalmers
- Universidad de Lund
- Trinity College, Dublín
- Universidad de Vrije
- Universidad Católica de Lovaina
- Facultad politécnica de Mons

En América (programa CREPUQ);
- Escuela Politécnica de Montreal
- Universidad McGill
- Universidad Concordia
- Universidad Laval
- Universidad de Sherbrooke
- TEC de Monterrey
- Benemérita Universidad Autónoma de Puebla
- Universidad Autónoma de Baja California
- Universidad Federal de Santa Catarina, Florianópolis
- Universidad Federal de Río Grande del Norte, Natal

En Asia/Oceanía;
- Universidad Jiao Tong de Shanghái
- Universidad de Hong Kong
- Universidad de Sídney
- Universidad de Massey

## Investigación
La escuela colabora con 5 laboratorios de investigación :
- Laboratorio de Micro-ondas y electromagnetismo (LAME)
- Laboratorio de Optoelectrónica para Sistemas Embebidos (LOSE)
- Laboratorio de Plasmas y Conversión de Energía (LAPLACE)
- Instituto de investigación en informática de Toulouse (IRIT)
- Instituto de mecánica de fluidos de Toulouse (IMFT)

## Exalumnos famosos
- Antoine Zacharias, expresidente y director general del groupo Vinci
- Denis Terrien, fundador de amazon.fr